# Panteon Górnośląski w Katowicach
Panteon Górnośląski w Katowicach – instytucja kultury prowadzona przez Województwo śląskie, Ministerstwo Kultury i Dziedzictwa Narodowego, Archidiecezję Katowicką oraz Miasto Katowice, której celem jest upamiętnianie historii Górnego Śląska.

## Historia
Panteon Górnośląski powstał w wyniku inicjatywy Wiktora Skworca zgłoszonej w 2013 r. W 2018 r. rozpoczęto prace projektowo-wykonawcze. Umowę o utworzeniu Panteonu w Katowicach zawarto 18 lutego 2020 r. Strony porozumienia reprezentowali:
- prof. dr hab. Piotr Gliński – Wiceprezes Rady Ministrów i Minister Kultury i Dziedzictwa Narodowego,
- Wiktor Skworc – Arcybiskup Metropolita Katowicki,
- Marcin Krupa – Prezydent Miasta Katowice,
- Jakub Chełstowski i Wojciech Kałuża – przedstawiciele Województwa Śląskiego.

Funkcję nadzorczą nad Panteonem pełni Zarząd Województwa Śląskiego. Przy Panteonie działa Rada Programowa, której zadaniem jest opiniowanie działań statutowych Panteonu oraz ich realizacji. Finansowanie działalności Panteonu odbywa się ze środków przekazanych przez jego organizatorów. Ponadto Archidiecezja Katowicka przekazała Panteonowi część podziemi katowickiej archikatedry oraz przestrzeń na jej dachu na prowadzenie statutowej działalności.

## Zadania
W zakresie działań Panteonu znajduje się:
- zachowywanie i upowszechnianie wiedzy o historii Górnego Śląska, jego powrotu do Polski oraz o osobach dla niego zasłużonych
- inicjowanie działań kulturalnych, naukowych i edukacyjnych związanych z historią górnego Śląska oraz trzema Powstaniami Śląskimi,
- upamiętnienie stulecia polskiej administracji kościelnej na Górnym Śląsku,
- budowa tożsamości narodowej oraz społeczeństwa opartego na wartościach chrześcijańskich.

Swoje zadania Panteon realizuje poprzez prowadzenie stałej ekspozycji upamiętniającej osoby zasłużone dla polskości Górnego Śląska oraz gromadzie zasobu zawierającego archiwalia i artefakty związane ze statutową działalnością. Ekspozycja stała jest podzielona na kilka przestrzeni – kultury, bohaterów, społeczną oraz duchową. We współpracy z instytucjami zewnętrznymi oraz na podstawie materiałów własnych Panteon przygotowuje również ekspozycje czasowe, prowadzi działalność wydawniczą oraz przygotowuje listę postaci szczególnie zasłużonych dla Górnego Śląska, których biogramy są prezentowane w ekspozycji Panteonu.

## Krytyka
Według portalu tuudi.net w Panteonie Śląskim zabrakło kluczowych postaci w historii Śląska m.in. generała Jerzego Ziętka.
Autor również wskazuje, że „Panteon Górnośląski jest tendencyjnie propolski”:

Wystawa jest uporczywie tendencyjna, nieustannie powtarzająca słowa o „powrocie Śląska do Macierzy”, wspominająca o Powstaniach Śląskich, ale pomijająca już wyniki plebiscytu.

Ruch Autonomii Śląska w jednym ze swoich pytań wskazuje na ograniczenie się do „polskich bohaterów narodowych”.